# Sonnenberg (Wiesbaden)
Sonnenberg is een stadsdeel van Wiesbaden. Het ligt in het noorden van de stad. Met ongeveer 8.000 inwoners is Sonnenberg een van de middelgrote stadsdelen van Wiesbaden. Sonnenberg staat bekend om de hoge prijzen van het onroerende goed en heeft de hoogste koopkracht van alle stadsdelen in Wiesbaden (ongeveer 30.000 euro per inwoner).
Sonnenberg is een voormalige gemeente die in oktober 1928 deel werd van Wiesbaden. 

## Bezienswaardigheden
- Heilig-Hartkerk
- Kasteel Sonnenberg

|  |